# Parkhaus Schmiedestraße (Lübeck)

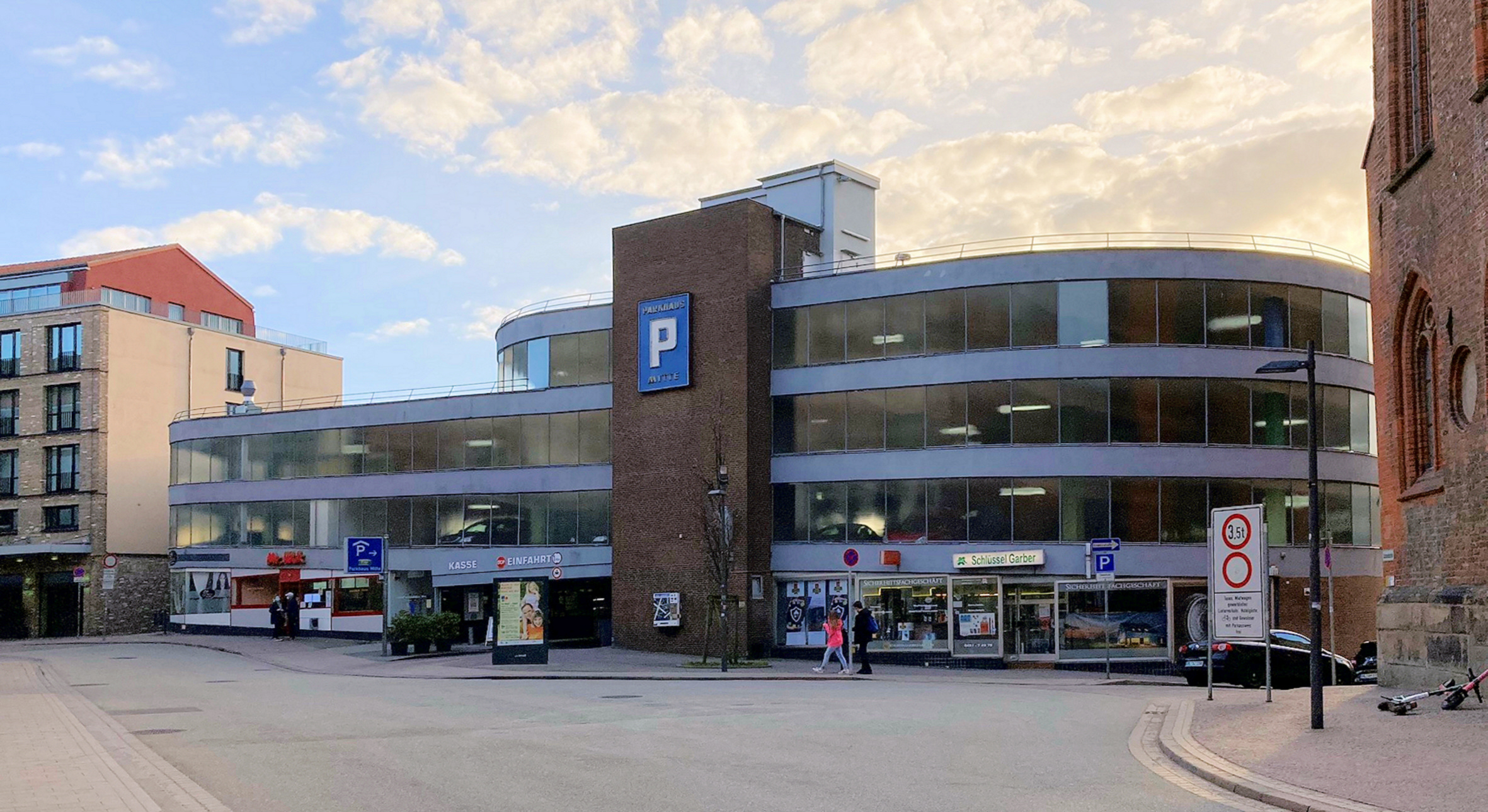
Das Parkhaus Schmiedestraße

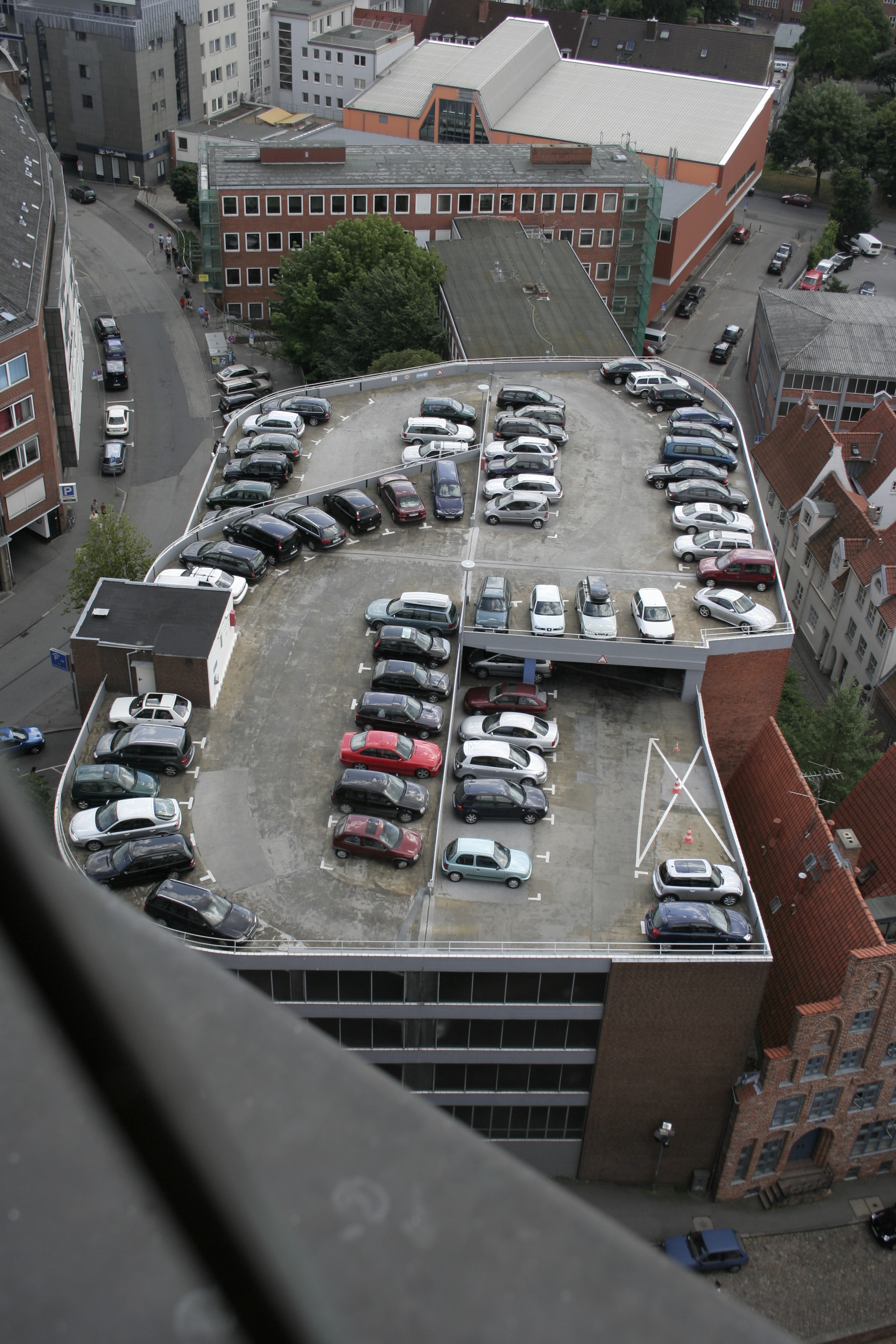
Das Parkhaus vom Turm der Petrikirche (2006)

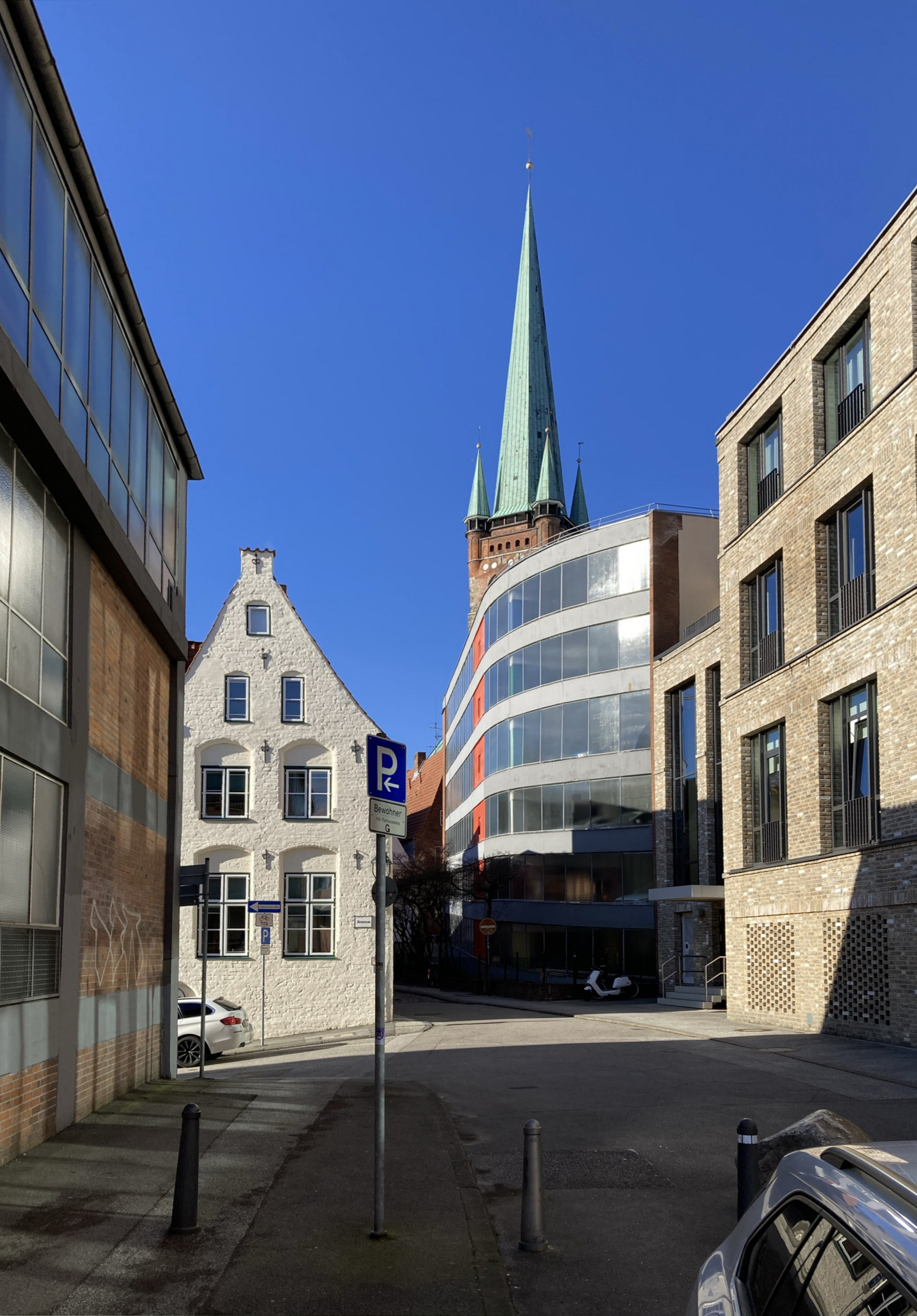
Blick in die Kleine Kiesau mit der Rückfront des Parkhauses

Das Parkhaus Schmiedestraße ist ein Parkhaus in der Lübecker Altstadt.
Das dreistöckige Bauwerk befindet sich in der Schmiedestraße an der Ecke zur Großen Petersgrube, unmittelbar bei der Petrikirche, und nimmt die Grundstücke Schmiedestraße 17–29 (sowie Große Petersgrube 1–3 und Kleine Kiesau 1–9) ein. Die an dieser Stelle befindliche historische Bebauung wurde beim Luftangriff auf Lübeck am 29. März 1942 vernichtet. Schon in der Wiederaufbauplanung während des Zweiten Weltkriegs durch den Stadtbaudirektor Hans Pieper war in diesem Bereich ein Parkhaus vorgesehen. In der Nachkriegszeit blieb die entstandene Brachfläche aber noch längere Zeit unbebaut, bis 1964 das Parkhaus errichtet wurde. Es war Teil der städtebaulichen Bemühungen, die zerstörungsbedingten Brachflächen dafür zu nutzen, die Altstadt autogerechter zu machen. Der Entwurf stammte vom Lübecker Architekten Klaus Spahr, der 1955 bereits mit der Hochgarage am Klingenberg das erste Lübecker Parkhaus für denselben Auftraggeber, den Unternehmer Fritz Handel, geplant hatte.
Das Parkhaus besitzt eine Kapazität von 420 Stellplätzen und weist im Erdgeschoss zu beiden Seiten des Zufahrts- und Kassenbereichs Gewerbeflächen auf. Organisatorisch wird es gemeinsam mit der nahen, aber bis auf einen Verbindungstunnel räumlich und baulich separaten Hochgarage in der Marlesgrube als Parkhaus Mitte betrieben.
Der Bau galt schon bald als ein Musterbeispiel für „die neuen Maßstabsprobleme“ und wurde als „Krebsgeschwür“ in der kleinteiligen historischen Umgebung kritisiert. Albert Knoepfli charakterisierte das Parkhaus als Rhinozeros im Porzellanladen, Hartwig Beseler zählte es zu den überdimensionierten Gebäuden, die südlich der Petrikirche „empfindliche Maßstabsbrüche“ bewirkt haben. In dem von Michael Brix herausgegebenen Tagungsband Lübeck – die Altstadt als Denkmal wird als Konsens der öffentlichen Wahrnehmung festgehalten, dass die Nachkriegsbauten an der Schmiedestraße „heute als »Webfehler« in der historischen Stadtstruktur empfunden“ würden. Der Lübecker Architekturkritiker Manfred Finke nannte das Parkhaus hingegen „zumindest als Typus interessant“.